# 萨尔迪瓦尔
萨尔迪瓦尔（西班牙語：Zaldívar）是西班牙巴斯克自治区比斯开省的一个市镇。总面积12平方公里，总人口2877人（2001年），人口密度240人/平方公里。